# که چی (ترانه پینک)
خب که چی (به انگلیسی: So What) تک‌آهنگی از هنرمند اهل ایالات متحده آمریکا پینک است که در ۱۱ اوت ۲۰۰۸ منتشر شد.
این تک‌آهنگ در چارت‌های ایرلند، استرالیا، آلمان، سوئیس، نیوزلند، اتریش، در رتبه اول و در چارت‌های والونیا، فرانسه، نروژ، دانمارک، فنلاند، سوئد و فلاندرز، جزو ده ترانه اول قرار گرفت.